# NGC 3994
NGC 3994 ist eine aktive Spiralgalaxie mit hoher Sternentstehungsrate vom Hubble-Typ Sc im Sternbild Großer Bär am Nordsternhimmel. Sie ist schätzungsweise 138 Mio. Lichtjahre von der Milchstraße entfernt und hat einen Durchmesser von etwa 35.000 Lj. Gemeinsam mit NGC 3991 und NGC 3995 bildet sie das Galaxientrio Arp 313. Halton Arp gliederte seinen Katalog ungewöhnlicher Galaxien nach rein morphologischen Kriterien in Gruppen. Dieses Galaxientriplett gehört zu der Klasse Gruppen von Galaxien.
Das Objekt wurde am 6. April 1864 von dem Astronomen Heinrich Louis d’Arrest mit einem 11-Zoll-Teleskop entdeckt.